# Takuya Jinno
Takuya Jinno (Saitama, 1 juni 1970) is een voormalig Japans voetballer.

## Clubcarrière
Jinno speelde tussen 1989 en 2003 voor Yokohama Marinos, Vissel Kobe, Oita Trinita, FC Tokyo en Yokohama FC.